# Phaonia aureolimaculata
Phaonia aureolimaculata este o specie de muște din genul Phaonia, familia Muscidae, descrisă de Wu în anul 1988.
Este endemică în Gansu. Conform Catalogue of Life specia Phaonia aureolimaculata nu are subspecii cunoscute.